# Ключ 49
| 己                     | 己       | 己       |
| ---------------------- | -------- | -------- |
| 48                     | 49       | 50       |
| Піньінь:               | jǐ       | jǐ       |
| Чжуїнь:                | ㄐㄧˇ    | ㄐㄧˇ    |
| Вейд-Джайлз:           | chi3     | chi3     |
| Ютпхін:                | gei2     | gei2     |
| Он:                    |          |          |
| Кун:                   |          |          |
| Кандзі:                | 己 onore | 己 onore |
| Хун:                   | 몸 mom   | 몸 mom   |
| Им:                    | 기 gi    | 기 gi    |
| Індекс у Вікісловнику: | 己       | 己       |

Ключ 49 — ієрогліфічний ключ, що означає сам і є одним із 31 (загалом існує 214) ключа Кансі, що складаються з трьох рисок.
У Словнику Кансі 20 символів із 40 030 використовують цей ключ.

## Символи, що використовують ключ 49

Як писати ієрогліф.

| кількість рисок | ієрогліфи   |
| --------------- | ----------- |
| без додаткових  | 己 已 巳    |
| 1 додаткова     | 巴          |
| 4 додаткові     | 巵          |
| 5 додаткових    | 巶          |
| 6 додаткових    | 巷 巸 巹 巺 |
| 7 додаткових    | 巼          |
| 9 додаткових    | 巽          |